# Programul Joint Strike Fighter
Joint Strike Fighter sau pe scurt JSF, este proiectul inițiat de Guvernul American cu privire la un avion stealth ultramodern, de generația a 5-a. Boeing și Lockheed Martin au luat parte la cursa pentru construirea unei aeronave capabile să satisfacă cerințele Forțelor Aeriene, Pușcașilor Marini și Marinei Americane.

## Formarea proiectului
Progarmul "JSF" a fost rezultatul contopirii a doua proiecte menite să construiască avioane pentru înlocuirea aeronavelor aflate in prezent in serviciu activ. Cele două proiecte sunt Avion ușor de vânătoare economic (CALF - Common Affordable Lightweight Fighter) și Avion avansat de atac la sol (JAST - Joint Advanced Strike Technology), primul dintre acestea fiind inițiat pentru înlocuirea avioanelor F-16 Fighting Falcon din Forțele Aeriene și Pușcașii Marini SUA, iar cel de-al doilea a fost inițiat tot pentru înlocuirea aeronavelor F-16, din serviciul Marinei Militare.
În Noiembrie 1995, Regatul Unit a semnat un memorandum prin care a devenit partener al acestui proiect, și a acceptat să plătească suma de $200 milioane pentru dezvoltarea acestuia.

## Competiția JSF
Două contracte pentru dezvoltarea prototipelor au fost acordate pe 16 noiembrie 1996, către companiile Boeing și Lockheed Martin. Fiecare companie era obligată sa producă un avion capabil sa aterizeze pe verticală, să aibă o distanța scurtă de decolare și să fie capabile să decoleze/aterizeze pe portavioane. Cele două companii au primit câte un buget de $750 milioane pentru dezvoltarea conceptelor proiectului. De asemenea, în 2001, Ministerul Apărării Britanic a ales JSF pentru înlocuirea avioanelor Sea Harrier de pe portavioanele marinei regale. Avionul X-35 a impresionat deosebit autoritățile în unul dintre ultimele teste oficiale de zbor ale competiției, când a decolat în mai puțin de 150 metri, apoi a atins viteze supersonice, și în cele din urmă a aterizat vertical - acesta fiind un test pe care aeronava Boeing nu a fost capabilă să îl indeplinească.

## Finalul competiției

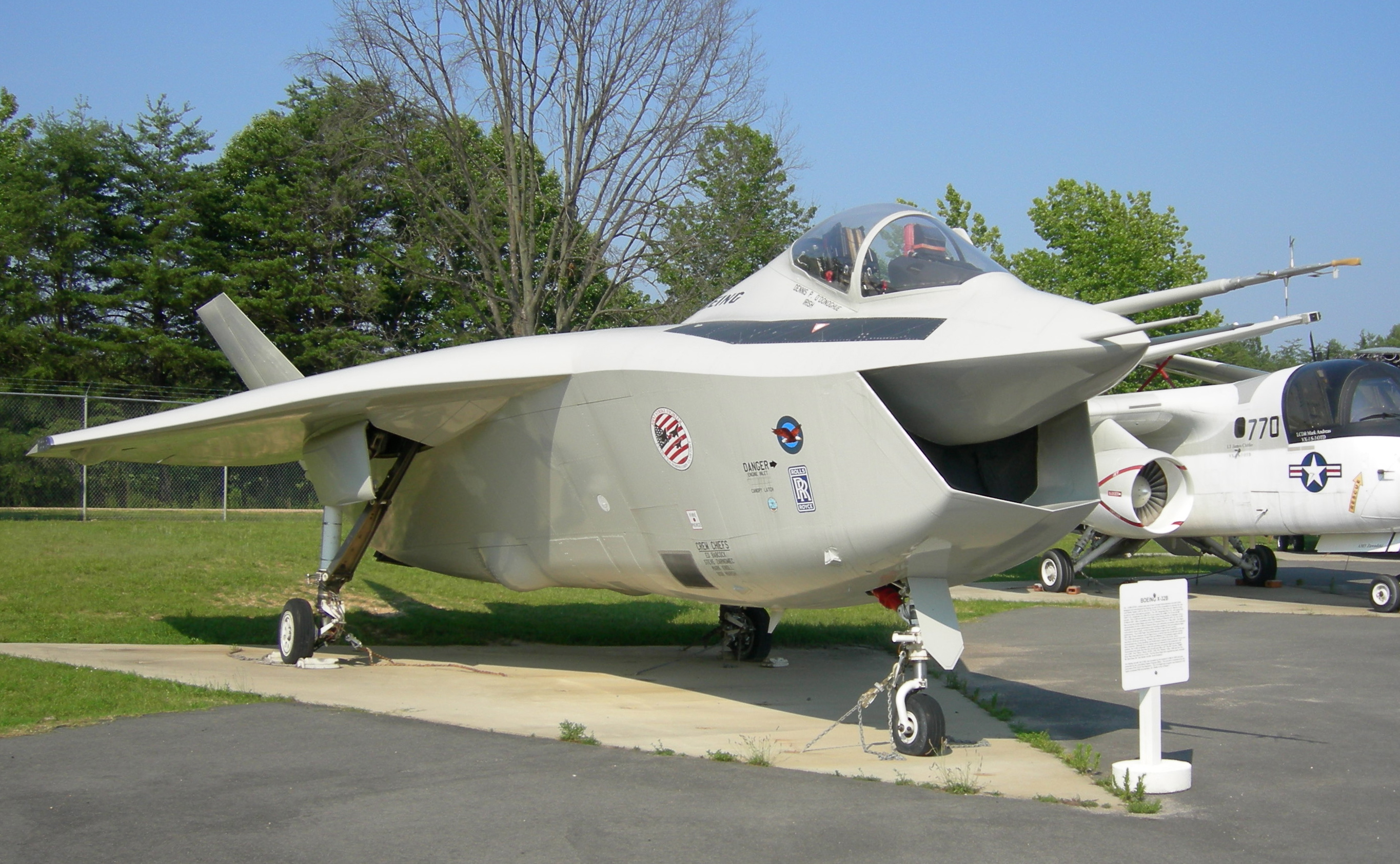
Prototipul Boeing X-32B, la muzeul aviatic "Patuxent", Maryland.

Contractul pentru producerea aeronavei a fost atribuit companiei Lockheed Martin pe 26 octombrie 2001, a cărei avion X-35, a surclasat aeronava Boeing X-32. Unul dintre principalele motive care au dus la aceasta decizie, a fost faptul că X-35-ul avea un sistem de aterizare pe verticală mult mai performant. 
Atât Departamentul de Apărare al SUA, cât și Ministerul Apărării Britanic, au declarat ulterior că aeronava Lockhead Martin o surclasa constant pe rivala sa, chiar dacă ambele prototipuri indeplineau cerințele impuse de către aceștia. Dezvoltarea și producerea aeronavei JSF va fi suportată financiar de către Statele Unite, Regatul Unit, Italia, Olanda, Canada, Norvegia, Danemarca, Australia și Turcia.
Învingătorul competiției, Lockheed Martin X-35, va intra in serviciu activ cu forțele aeriene ale țărilor menționate mai sus, sub numele de F-35 Lightning II.